# Fonoautògraf

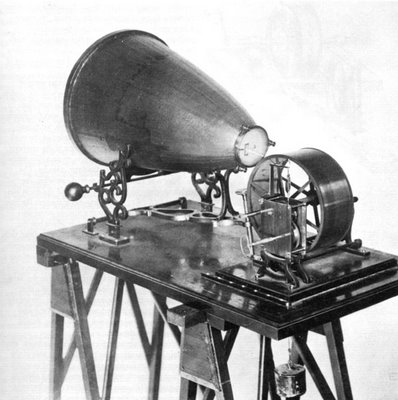
Fonoautógraf de 1857, primer invent capaç de registrar so.

El  fonoautògraf  va ser el primer dispositiu capaç de gravar so, literalment parlant. El so es gravava en forma d'una línia amb petites variacions, en un suport de paper que constava d'un cilindre "fumat" amb una làmpada, encara que després era impossible reproduir-lo. Malgrat això, aquest artefacte va servir per demostrar que l'enregistrament del so era possible. També s'emprava per experimentar en el camp de l'audició.
Prèviament, ja s'havien obtingut traccions dels moviments vibratoris que produeixen so, a través de forquilles d'afinació i d'altres objectes quan entren en contacte; però mai d'ones sonores reals que es propagaven a través de l'aire o d'altres suports.
Amb aquest invent, es va aconseguir transcriure les ones sonores, com les ondulacions o altres desviacions, en forma d'una línia traçada sobre un paper o un vidre ennegrit de fum. Pensat únicament com un instrument de laboratori per a l'estudi acústic, també es podia utilitzar per estudiar i mesurar visualment l'amplitud i les formes de les ones de la veu i altres sons, o per determinar la freqüència d'un to musical determinat en comparació amb una freqüència de referència registrada simultàniament. No es va entendre fins després del desenvolupament del fonògraf que l'ona gravada pel fonoautógraf era precisament una gravació de so que només necessitava un mitjà de reproducció adequat per escoltar-la.
Pel que sembla, no es va adonar ningú abans de la dècada del 1870 que els enregistraments, anomenats fonautogrames, contenien prou informació sobre el so com per a poder, en teoria, ser usats per recrear-lo. Com que el seguiment de fonautogrames es limitava a la reproducció d'una línia bidimensional insubstancial, la reproducció física directa era impossible.

## Història
Inventat pel francès Leon Scott i patentat el 25 de març de 1857, el fonotautògraf podia transcriure el so a un mitjà visible, però no tenia cap manera de reproduir-lo posteriorment. L'aparell constava d'una banya o un barril que recollia les ones cap a una membrana a la qual estava lligat un estilet. Quan arribava el so, aquesta vibrava i es movia i el so podia gravar-se en un mitjà visible. Inicialment, el fonoautógraf gravava en un vidre fumat. Una versió posterior feia servir un paper també fumat enrotllat en un tambor o en un cilindre. Una altra versió dibuixava una línia representant el so en un rotllo de paper.
Aquesta primera gravadora intentava imitar la tecnologia fotogràfica en l'art de fixar sons. Al principi, el fonògraf de Leon Scott de Martinville, més tard conegut com a fonoautògraf, va ser tot un èxit. Va cridar molt l'atenció de la premsa del seu temps, però aviat va ser deixat de costat perquè, al capdavall, la seva creació encara no podia reproduir el so auditivament.
Realment, a l'inventor francès no li va interessar del tot trobar la forma per reproduir els sons tal com avui en dia podem. La seva passió se centrava a fixar i estudiar la "grafia" que deixaven aquests sons sobre el paper. Així doncs, els seus estudis van significar el llegat de diverses mostres de gravacions realitzades dues dècades abans que les d'Edison.
| Au Clair de la Lune |
| |
| Aquest fonoautograma de 1860 (per Leon Scott) és la primera gravació reproduïble i recognoscible de la veu humana coneguda. |
| |

El 2008, un equip d'estudiosos americans de la història del so, van reproduir per primera vegada el so gravat pel fonoautògraf de Leon Scott.
L'equip havia aconseguit tenir accés als papers amb gravacions del fonoautógraf de Leon Scott que estaven guardats a l'oficina de patents de l'Académie des Sciences francesa. Van escanejar el paper en relleu amb un sofisticat programa d'ordinador desenvolupat anys abans per la Biblioteca del Congrés nord-americà i les ones del paper van ser traduïdes per un ordinador a sons audibles i recognoscibles. Un d'ells, creat el 9 d'abril de 1860 va resultar ser una gravació de 10 segons (de baixa fidelitat però reconeixible) d'algú que cantava la cançó popular francesa Au Clair de la Lune. Aquest "fonoautograma" és el primer enregistrament de so conegut així com la primera gravació que ha estat, empíricament, reproduïble; molt anterior a la gravació d'un rellotge parlant de Frank Lambert i la d'un concert de Haendel realitzada per la Companyia de fonògrafs d'Edison, que daten de dues i tres dècades després, respectivament.

## Playback
A mitjans d'abril de 1877, Charles Cros s'havia adonat que l'enregistrament de qualsevol soroll a través del fonoautògraf es podia convertir de nou en so. Per aconseguir-ho, s'havia de gravar la seva trama en una superfície metàl·lica amb l'objectiu de crear una ranura modificable, i després, utilitzant un llapis i un diafragma similars als del fonògraf, invertir el procés de la gravació i així recrear el so. Abans de poder posar en pràctica les seves idees, l'anunci del fonògraf de Thomas Edison, que va enregistrar les ones sonores, marcant-les en un full de paper d'impressió que es podia reproduir immediatament, va relegar temporalment el mètode menys directe de Cros.
Deu anys més tard, per realitzar els primers experiments d'Emile Berliner, el creador del gramòfon, es va emprar una màquina de gravació que era en essència un mena de disc semblant al del fonoautògraf. Es va traçar una clara línia en forma d'espiral modulada pel so a través d'un recobriment fi i negre que es trobava sobre un disc de vidre. El mètode proposat per primera vegada per Cros es va utilitzar en aquell moment per produir un disc de metall amb una ranura modificable. Probablement, aquests experiments de 1887 de Berliner van ser les primeres reproduccions de so conegudes des dels enregistraments del fonoautògraf.
Tanmateix, pel que es coneix, no es va intentar fer servir aquest mètode per reproduir cap dels fonoautogrames primerencs que restaven de Martinville, possiblement perquè les poques imatges disponibles en llibres i publicacions periòdiques eren, o bé d'intenses explosions curtes de so, o bé d'àrees fragmentàries d'enregistraments més llargues, o simplement massa crues i indistintes per fomentar l'experiment.
Gairebé 150 anys després d'haver estat gravats, tal com s'ha explicat més a dalt, els historiadors d'àudio nord-americans van localitzar exemplars prometedors dels fonoautogrames de Scott de Martinville, emmagatzemats entre els seus papers a l'oficina de patents de França a l'Académie des Sciences. S'han obtingut imatges d'alta qualitat d'aquestes últimes.